# Омар Маклауд
Омар Меклауд (енгл. Omar McLeod; 25. април 1994.) јамајчански је атлетичар који се такмичи у спринту и тркама на 60 м и 110 м са препонама. Олимпијски је шампион на Играма 2016. и светски шампион на Првенству 2017. Његов лични рекорд у трци на 110 м препоне (12,90 секунди) га ставља међу 10 најбржих икада у овој дисциплини.

## Рана каријера
Меклауд је био перспективан средњошколски атлетичар који се такмичио на 110 м и 400 м с препонама. Представљао је Јамајку на Светском првенству за млађе јуниоре у Лилу 2011. где се пробиио у финале у обе трке са препонама; освојио је четврто место на 110 м препоне и осмо на 400 м препоне.
У својој последњој години у средњој школи, Меклауд је 2013. поставио јуниорске рекорде Јамајке на 110 м (13,24 с) и 400 м с препонама (49,98 с). Након што је дипломирао на Кингстон колеџу на Јамајци, отишао је на Универзитет у Арканзасу.

## Факултетска каријера
Меклауд није имао искуства у трчању у затвореном простору пре него што се преселио у Сједињене Државе, али се брзо прилагодио; освојио је трку на 60 м препоне као бруцош на Универзитетском првенству САД у дворани 2014. у Албукеркију са личним рекордом 7,57 с у квалификацијама и 7,58 с у финалу.
2015. на Универзитетском првенству САД у дворани трчао је 7,45 у финалу на 60 метара препоне. Ово време у финалу био је нови рекорд Јамајке у дворани.
2015. Меклауд је постао професионалац јер је потписао уговор са Најкијем, одричући се две преостале године као универзитетски спортиста; иако је остао у Арканзасу да заврши студије економије, изгубио је право да представља свој универзитет на атлетским такмичењима.

## Професионална каријера
Меклауд је победио у трци на 110 м с препонама на првенству Јамајке 2015. победивши националног рекордера Ханслеа Парчмента у времену од 12,97 секунди. Ово је била прва Омарова трка на 110 метара са препонама бржа од 13 секунди.
На почетку сезоне на отвореном 2016. трчао је 9,99 секунди на 100 метара, поставши први атлетичар који је трчао 110 м препоне за брже од 13 секунди и 100 метара за брже од 10 секунди.
На Олимпијским играма у Рију 2016. освојио је злато у трци на 110 метара с препонама.
На основу свог учинка на међународним атлетским такмичењима, Меклауд је проглашен за спортисту године Јамајке 2017. Током 2017. победио је у шест од седам трка на 110 метара са препонама, укључујући и Светско првенство у Лондону.
На Светском првенству 2019. Меклауд је дисквалификован у финалу због прекорачења линије и ометања Орланда Ортеге. Након жалбе шпанског савеза, ИААФ је Ортеги доделила бронзану медаљу.

## Статистика
Информације са профила Омара Меклауда на сајту Светске Атлетике.

### Лични рекорди
| Дисциплина                     | Време (секунде.стотинке) | Место              | Датум             | Напомене              |
| ------------------------------ | ------------------------ | ------------------ | ----------------- | --------------------- |
| 60 метара                      | 6.61                     | Фејетвил, САД      | 17. фебруар 2017. | У дворани             |
| 60 метара препоне              | 7.41                     | Портланд, САД      | 20. март 2016.    | У дворани             |
| 100 метара                     | 9.99                     | Фејетвил, САД      | 23. април 2016.   | +2.0 м/с ветар у леђа |
| 110 метара препоне             | 12.90                    | Кингстон, Јамајка  | 24. јун 2017.     | +0.7 м/с ветар у леђа |
| 200 метара                     | 20.48                    | Фејетвил, САД      | 17. фебруар 2017. | У дворани             |
| 400 метара                     | 47.41                    | Фејетвил, САД      | 9. јануар 2015.   | У дворани             |
| 400 метара препоне             | 49.98                    | Кингстон, Јамајка  | 15. април 2013.   |                       |
| 4×100 метара штафета           | 38.17                    | Остин, САД         | 1. април 2017.    |                       |
| 4×200 метара штафета           | 1:20.87                  | Остин, САД         | 1. април 2017.    |                       |
| 4×400 метара штафета           | 3:03.89                  | Де Мојн, САД       | 26. април 2014.   |                       |
| 4×400 метара штафета у дворани | 3:04.94                  | Колеџ Стејшон, САД | 1. март 2014.     | У дворани             |

### Међународна такмичења
| Година                 | Такмичење                          | Место                        | Позиција               | Дисциплина             | Резултат               | Белешка                |                        |
| Представљајући Јамајку | Представљајући Јамајку             | Представљајући Јамајку       | Представљајући Јамајку | Представљајући Јамајку | Представљајући Јамајку | Представљајући Јамајку | Представљајући Јамајку |
| ---------------------- | ---------------------------------- | ---------------------------- | ---------------------- | ---------------------- | ---------------------- | ---------------------- | ---------------------- |
| 2011                   | Светско првенство за млађе јуниоре | Лил, Француска               | 4.                     | 110 м препоне          | 13.61                  | +0.1 м/с ветар         |                        |
| 2011                   | Светско првенство за млађе јуниоре | Лил, Француска               | 8.                     | 400 м препоне          | 52.82                  |                        |                        |
| 2012                   | Светско првенство за јуниоре       | Барселона, Шпанија           | Полуфинале             | 4 × 400 м штафета      | 3:08.83                |                        |                        |
| 2015                   | Светско првенство                  | Пекинг, Кина                 | 6.                     | 110 м препоне          | 13.18                  | +0.1 м/с ветар         |                        |
| 2016                   | Светско првенство у дворани        | Портланд, САД                | 1.                     | 60 м препоне           | 7.41                   |                        |                        |
| 2016                   | Олимпијске игре                    | Рио де Жанеиро, Бразил       | 1.                     | 110 м препоне          | 13.05                  | +0.2 м/с ветар         |                        |
| 2017                   | Светско првенство                  | Лондон, Уједињено Краљевство | 1.                     | 110 м препоне          | 13.04                  | 0.0 м/с ветар          |                        |
| 2017                   | Светско првенство                  | Лондон, Уједињено Краљевство | Одустали               | 4 × 100 м штафета      | —                      |                        |                        |
| 2019                   | Светско првенство                  | Доха, Катар                  | Дисквалификован        | 110 м препоне          | —                      | +0.6 м/с ветар         |                        |

### Видео снимци
- Реприза у Рију: финале на 110 метара са препонама за мушкарце
- Мушкарци, 110 м са препонама, финале | Лондон 2017